# Zgrada, Tomislavov trg 14 (Samobor)
Zgrada na Tomislavovom trgu 14, građevina u mjestu i gradu Samobor, zaštićeno kulturno dobro.

## Opis
Stambeno - poslovni objekt nalazi se na Trgu kralja Tomislava 14 u središtu Samobora. Jedna je od šest reprezentativnih kuća u nizu smještenih na južnoj strani Trga. To je ugrađena pravokutna jednokatnica s dvostrešnim krovištem podignuta 1906. na mjestu starije prizemne građevine. Uglovi objekta su blago rizalitno istaknuti te u razini kata imaju po jedan erker. Reprezentativne prostorije kata orijentirane su prema Trgu, dok su pomoćne prostorije smještene u južnom dijelu objekta te orijentirane prema potoku Gradna. Međukatnu konstrukciju čini ravan strop na traverzama. Primjer je reprezentativne gradske kuće u kojoj se miješaju kasni historicistički oblici s novim secesijskim stilom.

## Zaštita
Pod oznakom Z-4727 zaveden je kao nepokretno kulturno dobro - pojedinačno, pravna statusa zaštićena kulturnog dobra, klasificirano kao "profalna graditeljska baština".